# IPod
iPod byl multimediální přehrávač firmy Apple. Tento název se užíval pro celou rodinu přenosných MP3 přehrávačů od Apple. Zkráceně se tak také velmi často označuje nejvyspělejší klasický přehrávač, iPod Classic (iPod 6G). iPody měly jednoduché uživatelské rozhraní, které se ovládá pomocí dotykového kolečka (tzv. click wheel). Výjimkou byl model iPod Touch a poslední dvě generace iPod Nano, které se ovládají pomocí dotykového displeje.

## Rodina iPod
První verze iPodu byla na trh uvedena 23. října 2001 s pevným diskem o kapacitě 5 GB. Od té doby se přehrávače z rodiny iPod staly nejlépe prodávanými MP3 přehrávači s tržním podílem 63 % (v USA) . V období říjen 2001 až duben 2007 se prodalo celkem 100 milionů přehrávačů iPod.[zdroj?]
V roce 2008 tvoří paletu produktů iPod Classic s pevným diskem, iPod Touch s dotykovým displejem, iPod Nano schopný přehrávat i videa a iPod Shuffle, který nemá displej. Někdejší modely iPod Mini a iPod Photo byly znovu integrovány do řady iPod Classic. Model iPod Classic ukládá média na interní pevný disk, zatímco všechny ostatní modely mají flash paměť kvůli menším rozměrům. Stejně jako mnoho dalších přehrávačů mohou být i iPody (kromě iPod Touch) užity jako externí paměťová média.
Fascinujícím efektem velké popularity iPodů je tzv. „ekosystém iPod“ – v současné době se výrobou doplňků pro iPod zabývají stovky společností a nabízejí nepřeberné množství příslušenství, jak veskrze praktického, tak mírně až zcela nesmyslného (například držák toaletního papíru s dokovací stanicí pro iPod).
V květnu roku 2022 bylo Applem oznámeno, že končí výrobu svého posledního modelu iPod Touch.

### iTunes
Obsah iPodu nelze kopírovat klasickým systémem složek a mp3 souborů, místo toho je jeho obsah spravován programem iTunes, který hudbu řadí pouze na základě ID3 tagů.
V roce 2003 byl navíc spuštěn iTunes Music Store, dnes iTunes Store, který je v současné době nejúspěšnější systém pro on-line prodej hudby. Skrze něj bylo již prodáno více než 2 miliardy skladeb. Obchod je dostupný v USA, většině zemí EU a řadě dalších (celkem 21 v září 2006). Prodej hudby byl také rozšířen o video - seriály, videoklipy, krátké filmy apod. V září 2006 přibyly hry a celovečerní filmy. ITunes v ČR je spuštěno od roku 2011. Jednotlivé písničky stojí nejvíce 0,99 USD, na celá alba jsou slevy.

### Podcasting
iPod obohatil internet o tzv. podcasting - zkombinování klasického rádia, MP3 a RSS, kdy se v pravidelných intervalech stahují MP3 soubory, které si člověk může nahrát na iPod a v libovolném pořadí přehrávat.

### Nabídka

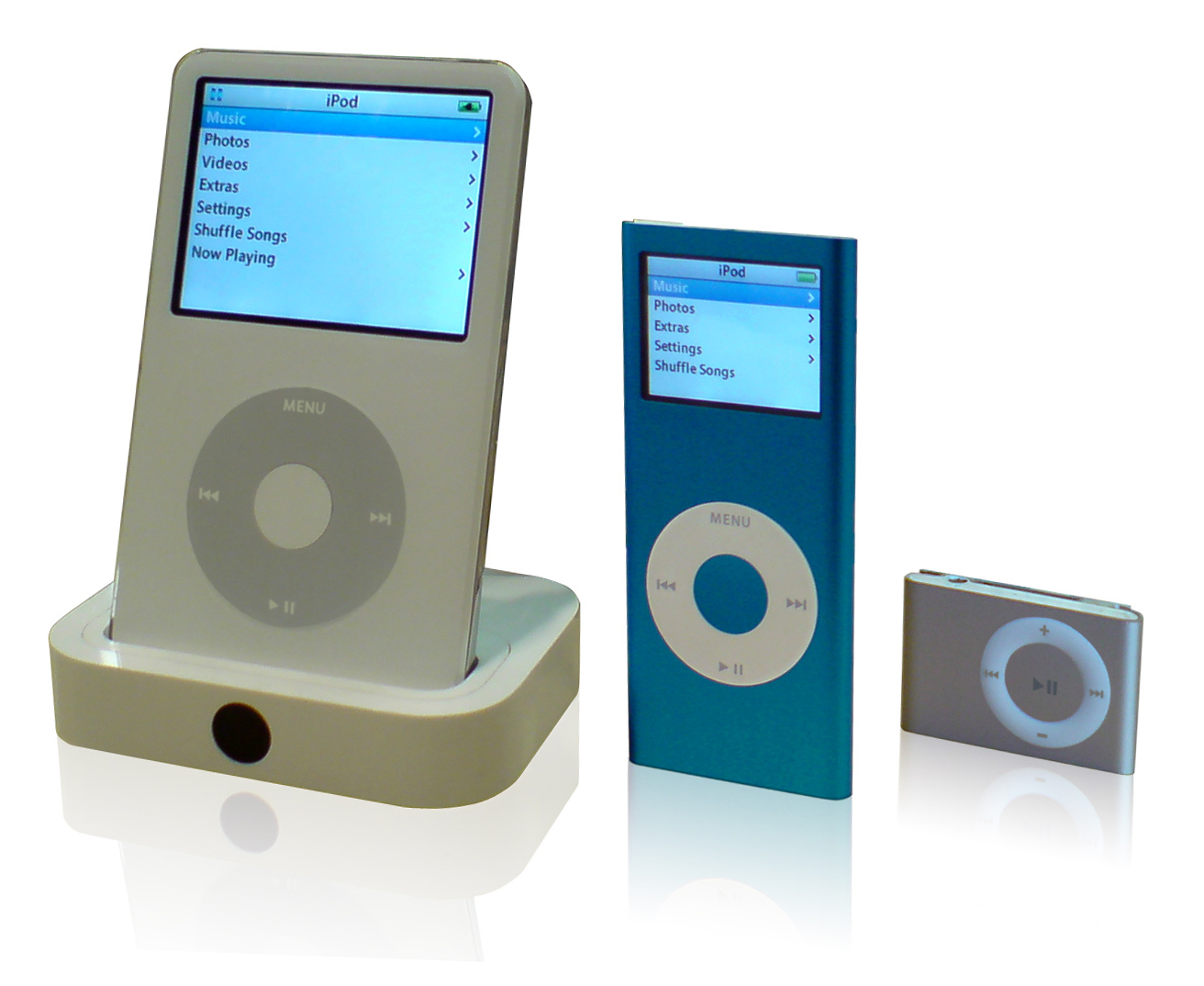
iPod (5G), iPod Nano (2G) a iPod Shuffle (2G)

Nabídka rodiny iPod (ke květnu 2022) zahrnovala:
- iPod Shuffle - Malý, bez displaye, s klipsnou. Schovat kamkoli.
- iPod Nano - Malý dotykový displej. Kompromis mezi Shuffle a Touch.
- iPod Touch - Přehrávač s velkým dotykovým displayem. Má stejný systém, jako iPhone
- iPod Classic - Jediný současný iPod s typickým ovládacím kolečkem a navíc s kapacitou 160 GB

## Časová osa modelů
| Časová osa modelů iPod                                                 |
| ---------------------------------------------------------------------- |
| Zdroj: Apple Newsroom Archive, databáze modelů od Applu na Mactrackeru |